# Plana d'Auberol
El Pla d'Auberol (o de l'Auberol) és una plana de muntanya del terme municipal de Sant Esteve de la Sarga, al Pallars Jussà, dins del territori del poble de Beniure.
Està situada a la carena del Montsec d'Ares, concretament a l'anomenat Montsec de Castellnou, just al nord del Tossal d'Auberol, a la dreta del barranc del Bosc.